# Acero inoxidable

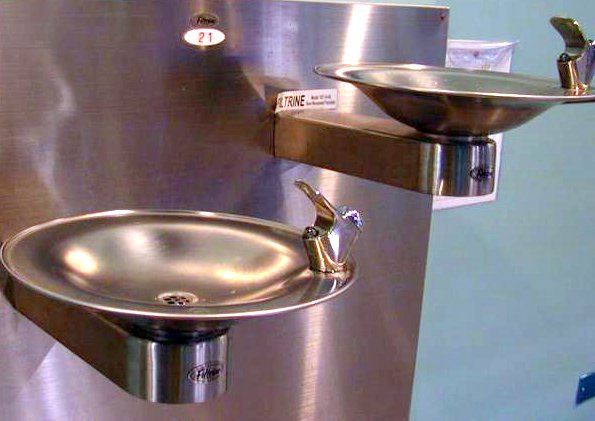
Fuentes de acero inoxidable

En metalurgia, el acero inoxidable se define como una aleación de acero con un mínimo del 10 % al 12 % de cromo contenido en masa. También puede contener otros metales, como molibdeno, níquel y tungsteno. 
El acero inoxidable es un acero de elevada resistencia a la corrosión, dado que el cromo u otros metales aleantes que contiene, poseen gran afinidad por el oxígeno y reacciona con él formando una capa pasivadora, evitando así la corrosión del hierro (los metales puramente inoxidables, que no reaccionan con oxígeno son oro y platino, y de menor pureza se llaman resistentes a la corrosión, como los que contienen fósforo). Sin embargo, esta capa puede ser afectada por algunos ácidos, dando lugar a que el hierro sea atacado y oxidado por mecanismos intergranulares o picaduras generalizadas. Algunos tipos de acero inoxidable contienen además otros elementos aleantes; los principales son el níquel y el molibdeno.

## Historia

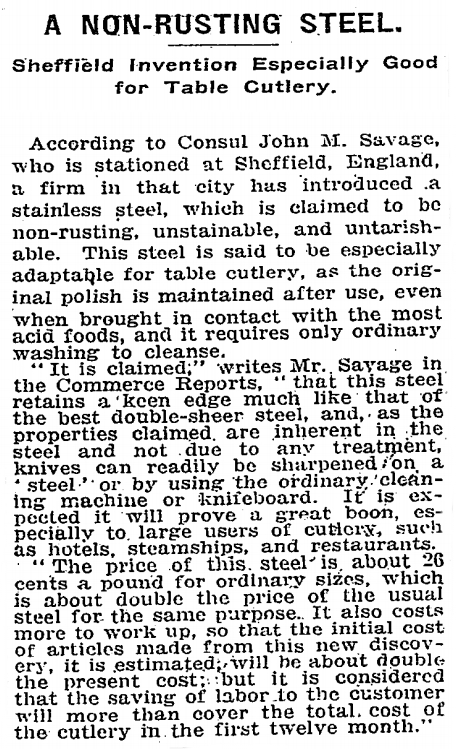
Anuncio, tal y como apareció en el New York Times de 1915, del desarrollo del acero inoxidable en Sheffield, Inglaterra.

Como todos los tipos de acero, el acero inoxidable es una aleación cuyo principal componente es el hierro, al que se añade una pequeña cantidad de carbono. El acero inoxidable fue inventado a principios del siglo XX cuando se descubrió que cierta cantidad de cromo (el mínimo para conseguir propiedades inoxidables es del 12 %) añadido al acero común, le daba un aspecto brillante y lo hacía altamente resistente a la suciedad y a la oxidación. Esta resistencia a la oxidación, denominada «resistencia a la corrosión», es lo que hace al acero inoxidable diferente de otros tipos de acero consistente.
La invención del acero inoxidable se produjo tras una serie de avances científicos, que comenzaron en 1798, cuando Louis Vauquelin mostró por primera vez el cromo a la Academia francesa. A principios del siglo XIX, los científicos británicos James Stoddart, Michael Faraday y Robert Mallet observaron la resistencia de las aleaciones de cromo y hierro ("aceros al cromo") a los agentes oxidantes. Robert Bunsen descubrió la resistencia del cromo a los ácidos fuertes. La resistencia a la corrosión de las aleaciones de hierro-cromo puede haber sido reconocida por primera vez en 1821 por Pierre Berthier, quien observó su resistencia contra el ataque de algunos ácidos y sugirió su uso en cubertería.
En la década de 1840, tanto de Gran Bretaña Sheffield acerías y luego Krupp de Alemania fueron la producción de acero al cromo con el último empleándolo para cañones en la década de 1850. En 1861, Robert Forester Mushet obtuvo una patente sobre el acero al cromo en Gran Bretaña.
Estos acontecimientos condujeron a la primera producción estadounidense de acero con cromo, a cargo de J. Baur, de la Chrome Steel Works de Brooklyn, para la construcción de puentes. En 1869 se concedió una patente estadounidense para el producto.: 2261   A esto le siguió el reconocimiento de la resistencia a la corrosión de las aleaciones de cromo por parte de los ingleses John T. Woods y John Clark, que observaron rangos de cromo del 5-30%, con tungsteno añadido y "carbono medio". Persiguieron el valor comercial de la innovación mediante una patente británica de "aleaciones resistentes a la intemperie".: 261, 11 
A finales de la década de 1890, el químico alemán Hans Goldschmidt desarrolló un proceso aluminotérmico (termita) para producir cromo sin carbono. Entre 1904 y 1911, varios investigadores, en particular Leon Guillet de Francia, prepararon aleaciones que hoy se considerarían acero inoxidable.
En 1908, la empresa Essen Friedrich Krupp Germaniawerft construyó en Alemania el velero de 366 toneladas Germania con casco de acero al cromo-níquel. En 1911, Philip Monnartz informó sobre la relación entre el contenido de cromo y la resistencia a la corrosión. El 17 de octubre de 1912, los ingenieros de Krupp Benno Strauss y Eduard Maurer patentaron como Nirosta el acero inoxidable austenítico conocido hoy como 18/8 o AISI tipo 304.
Se estaban produciendo desarrollos similares en Estados Unidos, donde Christian Dantsizen de General Electric y Frederick Becket (1875-1942) en Union Carbide industrializaban el acero inoxidable ferrítico. En 1912, Elwood Haynes solicitó una patente estadounidense sobre una aleación de acero inoxidable martensítico, que no se concedió hasta 1919.

## Propiedades
El acero inoxidable es un material sólido y no un revestimiento especial aplicado al acero común para darle características "inoxidables". Aceros comunes, e incluso otros metales, son a menudo cubiertos o “bañados” con metales blancos como el cromo, níquel o zinc para proteger sus superficies o darles otras características superficiales. Mientras que estos baños tienen sus propias ventajas y son muy utilizados, el peligro radica en que la capa puede ser dañada o deteriorarse de algún modo, lo que anularía su efecto protector. 
La apariencia del acero inoxidable puede, sin embargo, variar y dependerá de  manera en que esté fabricado y de su acabado superficial.

## Tipos de aceros inoxidables
Los aceros inoxidables que contienen cromo y níquel equivalente entre el 10.5 %  y el 30 %  se llaman ferríticos, ya que tienen una estructura metalográfica formada por ferrita, y con contenidos superiores de níquel equivalente, este será de composición ferrítica en disminución. Los aceros ferríticos son magnéticos (se distinguen porque son atraídos por un imán). Con porcentajes de carbono inferiores al 0,1 %, estos aceros no son endurecibles por tratamiento térmico. En cambio, aceros entre 0,1 % y 1 % en C sí son templables (tienen martensita dura, pues con porcentajes inferiores hay muy poco carbono como para lograr endurecimiento). Se llaman aceros inoxidables "martensíticos", por tener en su estructura metalográfica siendo magnéticos, para aceros altamente aleados inoxidables, el acero martensítico puro (sin mezcla con austenítico y ferrítico) con Ni equivalente inferior al 18 % (Cr equivalente de 0 %) a "13 % de Cr equivalente y 7 % de Ni equivalente", y hasta 8 % de Cr equivalente y 0 % de Ni equivalente (esto puede ser fácilmente seguido en el diagrama de Schaeffler de Cr-Ni equivalentes).
El acero inoxidable 3Cr13 es una variante utilizada en diversas aplicaciones debido a su equilibrio entre dureza y resistencia a la corrosión.
- % Ni equivalente = % Ni + 30 * (C + N) + 0,5 Mn
- % Cr equivalente = % Cr + Mo + 1,5 * Si + 0,5 * (Ti + Nb)

Los aceros inoxidables que contienen:
- más de un 12 % de Ni equivalente al 17 % de Cr equivalente,
- más de un 25 % de Ni equivalente a 0 % de Cr equivalente, y
- menos de un 34 % de Cr equivalente a 30 % de Ni equivalente,

se llaman aceros austeníticos, ya que tienen una estructura formada básicamente por austenita a temperatura ambiente (el níquel es un elemento "gammágeno" que estabiliza el campo de la austenita). No son magnéticos.
Los aceros inoxidables austeníticos se pueden endurecer por deformación, pasando su estructura metalográfica a contener martensita (el carbono estabilizado de manera metaestable en forma de hierro gamma, se transforma a la forma estable de hierro alfa y martensita, pues el carbono es menos soluble en la matriz de hierro alfa, y este expulsa el C). Se convierten en parcialmente magnéticos (tanto como porcentaje de carbono haya sido convertido en martensita), lo que en algunos casos dificulta el trabajo en los artefactos eléctricos.
También existen los aceros dúplex (20 % < Cr < 30 %), (5 % < Ni < 8 %), (C < 0,03 %), no endurecibles por tratamiento térmico, muy resistentes a la corrosión por picaduras y con buen comportamiento bajo tensión. Estructura de ferrita y austenita.
A todos los aceros inoxidables se les puede añadir un pequeño porcentaje de molibdeno, para mejorar su resistencia a la corrosión por cloruros y otras propiedades.

## Aceros inoxidables comerciales
Aleaciones de acero inoxidable comerciales más comunes:
- 'Acero inoxidable: contiene un 13 % de Cr y un 0,15 % de C. Tiene una resistencia mecánica de 80 kg/mm² y una dureza de 175-205 HB. Se utiliza en la fabricación de elementos de máquinas, álabes de turbinas, válvulas, etc.
- Acero inoxidable 16Cr-2Ni: tiene un 0,20 % de C, un 16 % de Cr y un 2 % de Ni. Tiene una resistencia mecánica de 95 kg/mm² y una dureza de 275-300 HB. Se suelda con dificultad, y se utiliza para la construcción de álabes de turbinas, ejes de bombas, utensilios de cocina, cuchillería, etc.
- Acero inoxidable al cromo níquel 18-8: tiene un 0,18 % de C, un 18 % de Cr y un 8 % de Ni. Tiene una resistencia mecánica de 60 kg/mm² y una dureza de 175-200 HB. Es un acero inoxidable muy utilizado porque resiste bien el calor hasta 400 °C.
- Acero inoxidable al Cr-Mn: tiene un 0,14 % de C, un 11 % de Cr y un 18 % de Mn. Alcanza una resistencia mecánica de 65 kg/mm² y una dureza de 175-200 HB. Es soldable y resiste bien altas temperaturas. Es amagnético. Se utiliza en colectores de escape.

## Familias de los aceros inoxidables
La forma original del acero inoxidable todavía es muy utilizada, los ingenieros tienen ahora muchas opciones en cuanto a los diferentes tipos. Están clasificados en diferentes “familias” metalúrgicas:
- Acero inoxidable ferrítico
- Acero inoxidable martensítico
- Acero inoxidable austenítico
- Acero inoxidable Dúplex (austenítico-ferrítico)

Esta distribución de las familias metalúrgicas puede ser fácilmente reconocida a través del Diagrama de Schaeffler (Diagrama para aceros muy aleados inoxidables de Cromo y Níquel equivalente, o diagrama de Cr-Ni equivalente).
Cada tipo de acero inoxidable tiene sus características mecánicas y físicas y será fabricado de acuerdo con la normativa nacional o internacional establecida.
El acero inoxidable se clasifica en cinco familias diferentes, hay cuatro que corresponden a particulares estructuras cristalinas como: austetina, ferrita, martensita y dúplex. Y en cuanto a la quinta son las aleaciones endurecidas por precipitaciones alteradas por el medio donde se encuentre.
- Primera familia: Aceros inoxidables martensíticos, compuestos por cromo y carbono.
- Segunda familia: Aceros inoxidables ferríticos, son compuestos de cromo.
- Tercera familia: Aceros inoxidables austeníticos.
- Cuarta familia: Los austeníticos se deriva adicionando elementos formadores de austenita, tales como nitrógeno, níquel y manganeso.
- Quinta familia: Son aleaciones níquel-cromo-molibdeno. La adición de elementos de nitrógeno, molibdeno, cobre y silicio, cuentan con ciertas características de resistencia a la corrosión.

## Usos del acero inoxidable
Los aceros inoxidables se utilizan principalmente en cinco tipos de mercados:
- Electrodomésticos: grandes electrodomésticos y pequeños aparatos para el hogar.
- Automoción: especialmente tubos de escape.
- Construcción: edificios y mobiliario urbano (fachadas y material).
- Industria: alimentación, productos químicos y petróleo.
- Vestimenta: fabricación de joyas (cadenas, aretes, etc).

Su resistencia a la corrosión, sus propiedades higiénicas y sus propiedades estéticas hacen del acero inoxidable un material muy atractivo para satisfacer diversos tipos de demandas, como lo es la industria médica.

### Acero inoxidable en la industria médica
Existe una diversidad de composiciones químicas para el acero inoxidable, las cuales le otorgan cualidades particulares y deseadas; desde el grado de implante médico, hasta la facilitación de manufactura de instrumentos quirúrgicos. Entre los aceros empleados en la industria médica se encuentran comúnmente los siguientes:
- 17-4
- 304
- SAE 316
- SAE 316L
- 455
- 589

Muchos de estos pueden ser sometidos a un tratamiento térmico con el fin de modificar sus cualidades físicas. Por ejemplo, el acero inoxidable 17-4 puede ser tratado al calor, por una duración determinada, con el fin de lograr cierto grado de dureza y así, hacer que el objeto funcione adecuadamente por más largo tiempo. Es importante que las condiciones sean controladas, desde la temperatura y tiempo de horneado, hasta la limpieza de la atmósfera del horno y del acero en sí. La dureza del acero inoxidable puede ser medida en la escala Brinell, Rockwell u otras.
Adicionalmente, una capa pasiva puede ser aplicada para la inhibición del óxido o de reacciones con algún elemento, pero no siempre es el caso pues no siempre es ni necesario ni requerido, por razones de costo o porque no todos los aceros inoxidables pueden ser tratados.

## Acero inoxidable serie 200
Durante la Segunda Guerra Mundial, la escasez de níquel llevó a un grupo de científicos a buscar alternativas para fabricar acero inoxidable con menor contenido de níquel. Como resultado, se desarrollaron nuevas variantes, incluyendo la serie 200, que quedaron en suspenso al finalizar el conflicto. Este acero presenta propiedades amagnéticas similares a las del acero inoxidable 304, pero con características diferentes en cuanto a resistencia a la corrosión.